# Kinaza ATM
Kinaza ATM (ataxia telangiectasia mutated) – kinaza białkowa serynowo-treoninowa (EC 2.7.1.11), aktywowana przez przerwania obu nici podwójnej helisy DNA. Białko enzymu kodowane jest przez gen ATM w locus 11q22.3. Kinaza ATM fosforyluje szereg białek, odgrywających rolę w zatrzymaniu cyklu komórkowego, apoptozie i naprawie DNA. Substratami tej kinazy są m.in. p53, CHK2, BRCA1, H2AX, RAD17, RAD9 i NBS1. Gen jest przepisywany na dwa różne transkrypty, dające dwie izoformy białka.
Nazwa genu pochodzi od jednostki chorobowej, w której ten gen jest uszkodzony, dziedziczonego w sposób autosomalny recesywny zespołu ataksja-teleangiektazja. Kinaza należy do rodziny kinaz PI3/PI4.